# トゥアモトゥ語
トゥアモトゥ語（トゥアモトゥご）はオーストロネシア語族ポリネシア諸語東ポリネシア諸語タヒチ諸語に属する言語である。フランス領ポリネシアのトゥアモトゥ諸島で話されている。さらにタヒチにも話者がいる。